# Der 200 Jahre Mann
Der 200 Jahre Mann (orig. Bicentennial Man) ist ein Zukunftsdrama aus dem Jahr 1999, basierend auf der Erzählung Der Zweihundertjährige von Isaac Asimov. Der Film wurde in Deutschland am 9. März 2000 veröffentlicht.

## Handlung
Im Jahr 2005 kauft Richard Martin seiner Familie einen Androiden als Haushaltshilfe. Die jüngste Tochter Amanda liefert die Idee für den Namen Andrew (in Anlehnung an den Begriff Android). Nach Präsentation der Robotergesetze beginnt der Android mit seinen Aufgaben. Die Martins reagieren ganz unterschiedlich auf Andrew. Während die Mutter und die ältere Tochter ihn ablehnen, entwickelt er zu Amanda, die er nur „Little Miss“ zu nennen pflegt, eine tiefe Beziehung. Sie verliebt sich schließlich sogar in ihn, was er aber nicht erkennt. Sie heiratet schließlich einen anderen Mann.
Im Laufe der Zeit entwickelt Andrew künstlerische Fähigkeiten und nimmt menschliche Züge an. Diese Entwicklung wird von vielen Menschen als lächerlich abgetan, von seinem Besitzer Richard Martin aber sehr ernst genommen. Er hilft dem Roboter, gegenüber der Herstellerfirma seine Rechte durchzusetzen, ist aber später sehr enttäuscht, als Andrew ihn bittet, sich „freikaufen“ zu dürfen. Andrew will weiterhin bei der Familie sein, aber sein Drang nach individueller Freiheit ist so groß, dass er sich mit Richard überwirft und sich in der Nachbarschaft ein Haus baut. Erst kurz vor seinem Tod bittet der gealterte Patriarch ihn zu sich und söhnt sich mit ihm aus.
Andrew beschließt nun, in die Welt hinauszuziehen. Auf der Suche nach Androiden seiner Baureihe mit ähnlichen Fähigkeiten trifft er nach langer Suche schließlich auf einem Marktplatz auf die Androidin Galatea (Szene untermalt mit dem Song Respect). Andrew verfolgt sie und trifft dadurch auf den Roboterspezialisten Rupert Burns, den Sohn seines eigenen Konstrukteurs. Dieser hilft ihm unter anderem, sich mit künstlichen Körperteilen ein menschliches Erscheinungsbild zu erschaffen, deren Weiterverkauf beide zu sehr reichen Männern macht. Danach kehrt Andrew zu den Martins zurück, wo er eine gealterte Amanda vorfindet und sich in ihre Enkelin Portia verliebt. Diese erwidert seine Gefühle, und die beiden beginnen eine langjährige, aber von den Behörden nicht anerkannte Beziehung.
Andrews großes Ziel ist es nun, vom Weltparlament offiziell als Mensch anerkannt zu werden. Dessen Vorsitzender erklärt jedoch, eines der wesentlichsten Merkmale eines Menschen sei seine Sterblichkeit; da Andrew aber theoretisch ewig leben könne, treffe diese Definition auf ihn nicht zu. Portia erklärt ihm, dass sie auch nicht vorhabe, ihr Leben mit seinen künstlichen Organen zu verlängern, woraufhin Andrew seinen Körper so verändert, dass ein natürliches Altern einsetzt. Im Jahr 2205 stirbt er schließlich im Alter von 200 Jahren an Portias Seite, wenige Sekunden bevor das Weltparlament seine Menschlichkeit anerkennt und er als der älteste Mensch, der je gelebt hat, in die Geschichte eingeht. Die Androidin Galatea dient in der Szene als Krankenschwester mit inzwischen menschlichem Aussehen.

## Entstehung und Veröffentlichung
| Figur                           | Darsteller           | Deutscher Sprecher |
| ------------------------------- | -------------------- | ------------------ |
| Andrew Martin                   | Robin Williams       | Peer Augustinski   |
| ‚Sir‘ Richard Martin            | Sam Neill            | Randolf Kronberg   |
| Rupert Burns                    | Oliver Platt         | Thomas Fritsch     |
| ‚Ma’am‘ Martin                  | Wendy Crewson        | Jutta Speidel      |
| Ben Feingold, Martins Anwalt    | John Michael Higgins | Ulrich Frank       |
| Dennis Mansky                   | Stephen Root         | Michael Rüth       |
| Galatea                         | Kiersten Warren      | Andrea Wick        |
| Humanoider Kopf                 | Adam Bryant          | Arne Elsholtz      |
| Little Miss Amanda Martin       | Embeth Davidtz       | Katrin Fröhlich    |
| Little Miss Amanda Martin (alt) | Embeth Davidtz       | Christa Berndl     |
| Lloyd Charney                   | Bradley Whitford     | Pascal Breuer      |
| Miss Grace Martin               | Angela Landis        | Katharina Duda     |
| Priester                        | Clarke Devereux      | Ulrich Frank       |
| Vorsitzende Marjorie Bota       | Lynne Thigpen        | Eva Röder          |
| Vorsitzender                    | George D. Wallace    | Joachim Höppner    |

Der 200 Jahre Mann war, gemessen an den Produktionskosten und Erwartungen, kein Erfolg an den Kinokassen: Bei einem Budget von 100 Millionen US-Dollar spielte er weltweit nur 87,4 Millionen Dollar ein.
Bei den im Film gezeigten Bürogebäuden der Firma NorthAm Robotics handelt es sich in Wirklichkeit um die Firmenzentrale der Oracle Corporation in Redwood Shores, USA.
Eines der futuristischen Fahrzeuge ist der GM Ultralite aus dem Jahr 1992, der auch in dem Film Demolition Man mit Sylvester Stallone in verschiedenen Versionen verwendet wurde.
Das im Abspann zu hörende Titellied des Filmes, Then You Look at Me, das auf dem Hauptthema der Filmmusik beruht, wurde von James Horner und Will Jennings geschrieben und von Céline Dion gesungen.
Die deutsche Synchronisation entstand im Auftrag der Münchner FFS Film- & Fernseh-Synchron GmbH.

## Rezeption
Der 200 Jahre Mann erhielt ein durchwachsenes Presseecho, was sich auch in den Auswertungen US-amerikanischer Aggregatoren widerspiegelt. So erfasst Rotten Tomatoes mehrheitlich kritische Besprechungen und ordnet den Film dementsprechend als „Gammelig“ ein. Laut Metacritic fallen die Bewertungen im Mittel „Gemischt oder Durchschnittlich“ aus.
James Berardinelli schrieb auf movie-reviews.colossus.net, der Regisseur Chris Columbus hätte aus dem Thema mehr machen können. Er verspottete den Film als „wiederaufbereitetes Star Trek“. Berardinelli warf dem Regisseur ähnliche „Sentimentalität“ und Manipulationen mit den Gefühlen der Zuschauer wie in seinen früheren Filmen Mrs. Doubtfire und Seite an Seite vor.

„Episches Fantasy-Märchen, dessen heiterer Schwung im Lauf der ‚Menschwerdung‘ zwar nachdenklicheren Tönen weicht, seine philosophischen Implikationen aber einer rührseligen Story opfert. Dramaturgische Schwächen und Redundanzen schränken trotz Starbesetzung auch den Unterhaltungswert ein.“

„Der 200 Jahre Mann ist ein unterschätzter Film über das Ende des Menschen [und] wahrscheinlich der erste Film, der dem Thema vom künstlichen Menschen ausschließlich positiven Aspekt abgewinnt und dem Monster gestattet, zum Menschen zu werden, ohne dass sein Schöpfer dafür bestraft wird.“

„In seiner erfrischenden Komödie schickt Columbus die Kinozuschauer auf eine rasante Zeitreise in die unmittelbare Zukunft, in der Robin Williams als fehlkonstruierter Roboter die moralischen Folgen der künstlichen Intelligenz zu spüren bekommt. Diese ungewöhnliche Herausforderung meistert der wandlungsfähige Komiker mit so viel Bravour, dass selbst unter der schweren Metallmontur sein unverkennbarer Ausdruck erhalten bleibt.“

„Der 200 Jahre Mann ist eine rührselige Schmonzette, der jedes Gespür für gutes Erzählen fehlt.“

Greg Cannom wurde 2000 für das Make-up für den Oscar nominiert. Er und Wes Wofford gewannen 2000 den Hollywood Makeup Artist and Hair Stylist Guild Award. Robin Williams und Embeth Davidtz wurden 2000 für den Blockbuster Entertainment Award nominiert. Robin Williams wurde außerdem 2000 für den Kids’ Choice Award nominiert. Hallie Kate Eisenberg wurde 2000 für den YoungStar Award nominiert. Robin Williams wurde für seine Darstellung für eine Goldene Himbeere in der Kategorie „Schlechtester Schauspieler“ nominiert.